# Prachtgrasmineermot
De prachtgrasmineermot (Elachista nobilella) is een nachtvlinder uit de familie grasmineermotten (Elachistidae).
De spanwijdte van de vlinder bedraagt tussen de 6 tot 8 millimeter.
De soort komt voor in Europa. In Nederland en België is de soort zeldzaam.

## Waardplanten
De prachtgrasmineermot gebruikt diverse grassen als waardplant.